# برج کوره قهرمانی
برج کوره قهرمانی مربوط به دوره پهلوی است و در شیراز، خیابان بنی هاشمی، سمت راست خیابان واقع شده و این اثر در تاریخ ۳۰ بهمن ۱۳۸۶ با شمارهٔ ثبت ۲۰۸۰۸ به‌عنوان یکی از آثار ملی ایران به ثبت رسیده است.